# Hancock (Massachusetts)
Hancock – miasto w Stanach Zjednoczonych, w stanie Massachusetts, w hrabstwie Berkshire.